# Vivek Oberoi
 (février 2017).
Si vous disposez d'ouvrages ou d'articles de référence ou si vous connaissez des sites web de qualité traitant du thème abordé ici, merci de compléter l'article en donnant les références utiles à sa vérifiabilité et en les liant à la section « Notes et références ».
Vivek Oberoi, né le 3 septembre 1976 à Hyderabad (Inde), est un acteur indien.

## Biographie
Deuxième des quatre enfants de l'acteur Suresh Oberoi, il étudie au Mayo College, à Ajmer. Il est remarqué par le directeur de l'université de New York qui lui propose d'étudier la comédie à New York, où il obtient son Masters Degree d'acteur. 
Il fait ses débuts en 2002 dans le film Company de Ram Gopal Varma, dans lequel il joue le rôle d'un gangster. Il obtient la même année un grand succès dans Saatiya aux côtés de Rani Mukherjee et est nommé pour le Filmfare Award du meilleur acteur.
En juillet 2003, lors du tournage du film Yuva du réalisateur Mani Ratnam, il est victime d'une fracture de la jambe et est hospitalisé. Il demeure en soins intensifs dans un état plutôt grave pendant quelques jours. 
Il a écrit le scénario et les dialogues du film Kyun...! Ho Gaya Na.
Il reçoit le prix du mérite car il a aidé à la reconstruction d'un village détruit après le passage du tsunami. Lui et sa famille ont créé the Yashodhara Oberoi Foundation pour aider les gens dans le besoin.
Il s'est marié en octobre 2010 avec Pryanka Alva.

## Filmographie
- 2002 : Company, de Ram Gopal Varma
- 2002 : Road, de Rajat Mukherjee
- 2002 : Saathiya, de Mani Ratnam
- 2003 : Dum, d'E. Nivas
- 2003 : Darna Mana Hai, de Prawal Raman
- 2004 : Masti, d'Indra Kumar
- 2004 : Yuva de Mani Ratnam
- 2004 : Kyun...! Ho Gaya Na, de Samir Karnik
- 2005 : Kisna: The Warrior Poet, de Subhash Ghai
- 2005 : Kaal, de Soham Shah
- 2005 : Deewane Huye Pagal, de Vikram Bhatt
- 2005 : Home Delivery: Aapko... Ghar Tak, de Sujoy Ghosh
- 2006 : Pyare Mohan, d'Indra Kumar
- 2006 : Omkara, de Vishal Bhardwaj
- 2008 : Mission Istaanbul de Apoorva Lakhia
- 2009 : Kuurban aux côtés de Saif ali Khan et Kareena Kapoor
- 2010 : Prince
- 2013 : Krrish 3, de Rakesh Roshan
- 2019 : Lucifer de Prithviraj Sukumaran :  Bobby / Bimal Nair